# 讓·敘爾皮斯
讓·敘爾皮斯（法語：Jean Sulpice，法語發音：[ʒɑ̃ sylpis]；1978年7月27日—）出生於法國奧弗涅-隆-阿爾卑斯大區薩瓦省的艾克斯萊班，是一名法式料理的廚師。

## 生平
讓·敘爾皮斯出生在已經營三代餐館的家庭當中，小時候都看著祖父母在廚房當中工作，因此影響他想要往廚藝的方向前進。16歲的時候，他從酒店的廚房學徒開始做起，後來在著名主廚馬克·韋拉（Marc Veyrat）的飯店當中工作，幾年後他在默熱沃La Ferme de mon Père餐廳被任命為副主廚，他也在那裏遇到了擔任侍酒師的Magali，後來兩人成婚，還有兩個小孩：保罗（Paul）和索菲（Sophie）。
2002年，時年22歲的讓·敘爾皮斯做了一個大膽的決定，他決定搬到滑雪聖地瓦勒托朗，經營L'Oxalys餐廳，目標是讓滑雪運動的愛好者，也可以享受到美食的滋味，但是海拔2,300公尺是個很艱鉅的挑戰，水的沸點、酒的保存和食物的運送，每一個環節所要面對的問題都很困難，但是他成功引起美食圈的側目，2006年當時年僅26歲的讓·敘爾皮斯，獲得米其林指南一星評鑑、2010年再拿下米其林指南的二星評鑑。
在高山上待了15年之後，他毅然決然轉換跑道，將歷經三代米其林三星評鑑的Auberge du Père Bise餐廳買下來，他則想要繼續延續這家餐廳的美味，以彰顯這個指標級的歷史餐廳，即使是換了經營主廚之後，仍舊可以保留當年的美味，2018年讓·敘爾皮斯的Auberge du Père Bise餐廳獲得米其林指南二星評鑑。

### 受獎
- 2006年 L'Oxalys餐廳獲得米其林指南一星評鑑
- 2010年 L'Oxalys餐廳獲得米其林指南二星評鑑
- 2017年 戈和米約年度最佳廚師[4]
- 2018年 Auberge du Père Bise餐廳獲得米其林指南二星評鑑
- 2019年 法國國家功績勳章[5]
- 2020年　米其林指南給予永續美食的綠星評鑑[6]

### 著作
- 2005年《我的薩瓦美食》（法語：Ma Cuisine de Savoie）
- 2008年《海拔 2300m》（法語：Altitude 2300m）
- 2010年《家庭烹飪》（法語：Cuisine en Famille）
- 2013年《從一個冬天到另一個冬天》（法語：D'un Hiver à l'Autre）
- 2015年《生鮮餐盤》（法語：L'Assiette Sauvage）
- 2020年《廚師、旅館和湖》（法語：Le chef, l'Auberge & le Lac）